# Tłuszcze

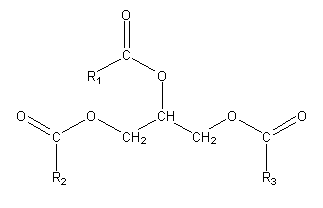
Ogólny wzór strukturalny tłuszczu (triglicerydu)
R oznacza łańcuchy alifatyczne

Tłuszcze – zwyczajowa nazwa grupy lipidów, estrów glicerolu i kwasów tłuszczowych, głównie triacylogliceroli. Reszty kwasowe występujące w cząsteczkach tłuszczów zawierają zwykle od 12 do 18 atomów węgla.
Większość tłuszczów nie ma zapachu, jest nierozpuszczalna w wodzie i rozpuszczalnikach polarnych oraz dobrze rozpuszczalna w rozpuszczalnikach niepolarnych. Wszystkie tłuszcze są lżejsze od wody, odczyn tłuszczów jest obojętny. Ich stan skupienia zależy od tego, jakie reszty kwasowe tworzą cząsteczkę. Tłuszcze stałe zawierają nasycone reszty kwasowe o długich łańcuchach węglowych, natomiast tłuszcze ciekłe zawierają nienasycone reszty kwasowe (reszty, w których występują wiązania podwójne) lub reszty kwasowe o krótkich łańcuchach węglowych. Kwasy nienasycone występujące w naturalnych tłuszczach są izomerami cis. Większość tłuszczów to estry mieszane, czyli takie, które w cząsteczce zawierają różne reszty kwasowe.
Tłuszcze naturalne zawsze są mieszaninami różnych estrów glicerolu. W temperaturze pokojowej tłuszcze zwierzęce to zazwyczaj ciała stałe (wyjątkiem jest np. tran), tłuszcze roślinne są cieczami (wyjątki to np. tłuszcz kakaowy i olej kokosowy).

## Podział tłuszczów
Tłuszcze dzieli się, biorąc pod uwagę szereg kryteriów jak:
Pochodzenie:
- roślinne, zwierzęce, sztuczne i modyfikowane.

Obecność wiązań podwójnych:
- nasycone, w których występują reszty kwasów tłuszczowych posiadających w łańcuchu węglowodorowym wyłącznie wiązania pojedyncze; tłuszcze te są produkowane przede wszystkim przez organizmy zwierząt.
- nienasycone, w których występują reszty kwasów tłuszczowych posiadających w łańcuchu węglowodorowym wiązania podwójne; tłuszcze te występują w dużych ilościach w roślinach i zwykle w temperaturze pokojowej są ciekłe
  - jednonienasycone
  - wielonienasycone

Obecność atomów węgla w cząsteczce:
- krótkołańcuchowe (C4 - C8), średniołańcuchowe (C10 - C14), długołańcuchowe (C16 - C24)

Pozycja pierwszego wiązania podwójnego:
- Omega-3 (kwas α-linolenowy (ALA, C18:3 n-3), kwas dokozaheksaenowy (DHA, C22:6 n-3)), Omega-6, Omega-7, Omega-9

Izomeria cis/trans
- izomery cis, izomery trans (pochodzenia naturalnego, pochodzenia przemysłowego)[2]

Stan skupienia w temperaturze pokojowej:
- stałe (np. tłuszcze zwierzęce z wyjątkiem tranu, np. łój, sadło lub utwardzone tłuszcze roślinne), których głównymi składnikami są glicerydy wyższych nasyconych kwasów tłuszczowych
- ciekłe (głównie tłuszcze roślinne, np. oliwa, olej rzepakowy, słonecznikowy, arachidowy i lniany; do wyjątków należy masło kakaowe i olej kokosowy), w skład których wchodzą głównie glicerydy wyższych nienasyconych kwasów tłuszczowych

## Zastosowania
Tłuszcze roślinne, takie jak oliwa, olej rzepakowy, słonecznikowy, arachidowy, lniany, masło kakaowe są oczyszczane, czasem utwardzane lub odwadniane, a następnie używane w przemyśle spożywczym, mydlarskim, włókienniczym i w lecznictwie.
Tłuszcze jadalne mają szerokie zastosowanie kulinarne. W kuchni występują one w formie wysoko skoncentrowanych produktów, takich jak masło, smalec, olej, łój (kuchnia) i oliwa. Służą one do moczenia lub smarowania chleba oraz pieczenia i smażenia potraw.

## Rola tłuszczów w diecie
Tłuszcze spełniają w diecie człowieka szereg ważnych zadań: są nośnikiem smaku, nadają pokarmom właściwą konsystencję, wpływają na uczucie sytości, są źródłem niezbędnych nienasyconych kwasów tłuszczowych (NNKT), witamin i substancji bioaktywnych rozpuszczalnych w tłuszczach, dostarczają znaczną ilość energii. Niektóre kwasy tłuszczowe biorą także udział w syntezie niektórych hormonów tkankowych, m.in. prostaglandyn.
Tłuszcze są niezbędnym składnikiem pokarmowym. Są one głównym źródłem glicerolu i kwasów tłuszczowych, z których organizm syntezuje inne lipidy. Spożywanie nadmiernej ilości kalorii w diecie, przy jednoczesnej niskiej aktywności i braku narażenia na zimno sprzyja nadwadze. Zapotrzebowanie na kalorie jest mniejsze u osób starszych i prowadzących mało aktywny fizycznie tryb życia.
Przyjmuje się, że tłuszcze powinny stanowić 20 - 35% porcji diety, stosunek kwasów tłuszczowych omega-3 do omega-6 powinien wynosić ok. 1:1-6. Ilości tłuszczu spożywanego w populacji zależy od szeregu czynników m.in. płci, wieku, aktywności fizycznej, stanów fizjologicznych, powinny się kształtować mniej więcej następująco:
- kobiety
  - 10-12 lat – 62 do 74 g
  - 16-18 lat – 72 do 95 g
  - 26-61 lat – 57 do 97 g
- mężczyźni
  - 10-12 lat – 65 do 81 g
  - 16-18 lat – 82 do 117 g
  - 26-61 lat – 73 do 120 g

W gastronomii można wyróżnić:
- tłuszcze tzw. "widoczne" stanowiące 40-55% spożywanego tłuszczu[7]. Jest to tłuszcz dodawany do potraw jak: masło, oliwa, olej, margaryna.
- tłuszcze tzw. "niewidoczne" stanowiące 55-60% spożywanego tłuszczu[7]. Są to tłuszcze zawarte w produktach spożywczych jak: mleko, mięso, słodycze, wypieki itp.

Kwasy tłuszczowe w organizmie zwierząt są magazynowane w tkance tłuszczowej. Tkanka tłuszczowa w organizmie pełni szereg bardzo ważnych funkcji m.in. jest największym magazynem energii jak i największym gruczołem wydzielania wewnętrznego, bierze udział w detoksykacji, aktywnej termogenezie, hormony wydzielane przez tę tkankę mają plejotropowy wpływ na wszystkie komórki ciała, tkanka tłuszczowa w stanie zapalnym ma właściwości modulujące działanie wielu układów m.in. odpornościowego, nerwowego. Stan tkanki tłuszczowej: miejsca występowania podściółki tłuszczowej, jej wielkość, stosunek białej tkanki tłuszczowej (tzw. zła tkanka tłuszczowa) do brunatnej (tzw. dobra tkanka tłuszczowa) jest kwestią indywidualną związaną ściśle ze stylem życia.

## Szkodliwe działanie
Kwasy tłuszczowe omega-3 i omega-6 w diecie powinny być spożywane w proporcji 1:1 do 1:6. Spożycie kwasów tłuszczowych omega-9 powinno wynosić ok. 10 - 15% zapotrzebowania energetycznego organizmu. Stosunek kwasów tłuszczowych w diecie jest ważny, ponieważ wchodzą one w skład błon komórkowych, kwasy tłuszczowe omega-3 i omega-6 zwiększają ich przepuszczalność, natomiast omega-9 zmniejszają. Spożycie tłuszczów trans w diecie nie powinno być wyższe niż 1% energii pochodzącej z tłuszczu.
Duże spożycie tłuszczów wielonienasyconych omega 6 (obecnych zwłaszcza w oleju roślinnym z soi, kukurydzy, słonecznika i innych olejach z nasion, w margarynie), np. kwasu linolowego, przy niedostatku tłuszczów wielonienasyconych omega 3 (w oleju rybnym, ale również w lnianym; olej rzepakowy zawiera prawie tyle samo niepożądanego tłuszczu oleinowego omega 9, jak oliwa), sprzyja rozwojowi raka piersi. W 2001 stwierdzono, że obecność tłuszczów jednonienasyconych typu omega 9 oraz niektórych wielonienasyconych typu omega 6 w erytrocytach może sprzyjać rozwojowi raka piersi u kobiet po menopauzie, a obecność tłuszczów wielonienasyconych typu omega 3 – przeciwdziała. Skład tłuszczów w erytrocytach wynikać może zarówno z diety, jak i syntezy endogennej oraz metabolizmu reszt kwasowych.
Tłuszcze wielonienasycone omega 6 przy niedostatku tłuszczów wielonienasyconych omega 3 stymulują wzrost nowotworów prostaty, przyspieszają postęp histopatologiczny i zmniejszają przeżywalność pacjentów z rakiem prostaty, podczas gdy tłuszcze wielonienasycone omega 3 (w oleju rzepakowym) mają odwrotne, pozytywne działanie.

## Właściwości fizyczne kwasów tłuszczowych
- czyste tłuszcze są substancjami bezbarwnymi i bezwonnymi (zapach, barwa i smak tłuszczów naturalnych pochodzą od ich domieszek)
- bardzo dobrze rozpuszczają się w rozpuszczalnikach apolarnych, np. benzynie, nafcie i nie rozpuszczają się w wodzie
- wstrząsane z wodą tworzą emulsję, w której drobniutkie kuleczki tłuszczu są zawieszone w wodzie; jest ona jednak nietrwała i rozdziela się na dwie warstwy

## Reakcje tłuszczów
Tłuszcze ulegają takim samym reakcjom jak inne estry.

### Transestryfikacja
- z alkoholami – alkoholiza:

R1COOR2 + R3OH → R1COOR3 + R2OH
- z kwasami karboksylowymi – acydoliza:

R1COOR2 + R3COOH → R3COOR2 + R1COOH
- z innymi estrami:

R1COOR2 + R3COOR4 → R1COOR4 + R3COOR2
Reakcje transestryfikacji stosuje się zazwyczaj do otrzymywania estrów, które trudno jest uzyskać metodą bezpośredniej estryfikacji.

### Hydroliza
tłuszcz + woda → kwas tłuszczowy + gliceryna
- hydroliza kwasowa

(RCOO)3C3H5 + 3H2O → 3RCOOH + C3H5(OH)3
- hydroliza zasadowa (zmydlanie)

(RCOO)3C3H5 + 3NaOH → 3RCOONa + C3H5(OH)3

### Reakcje tłuszczów nienasyconych
- Tłuszcze nienasycone odbarwiają wodę bromową i roztwór nadmanganianu potasu.
- Utwardzanie tłuszczów

Utwardzanie tłuszczów polega na addycji wodoru do wiązań podwójnych (→ uwodornienie) występujących w resztach kwasowych tłuszczu nienasyconego, w obecności katalizatora niklowego. Reakcja utwardzania tłuszczów jest przeprowadzana z uwagi na większą wygodę posługiwania się tłuszczami stałymi w życiu codziennym, np. podczas gotowania, w technice. Metoda ta jest stosowana między innymi w procesie produkcji margaryny.
(C17H33COO)3C3H5 + 3 H2 → (C17H35COO)3C3H5
trioleinian gliceryny → tristearynian gliceryny

### Próba akroleinowa
Pod wpływem ogrzewania tłuszczu w obecności wodorosiarczanu potasu, KHSO
4, wydziela się akroleina. Reakcja ta jest podstawą próby akroleinowej, pozwalającej np. odróżnić olej naturalny od mineralnego.